# Medalja Karla Schwarzschilda
Medalja Karla Schwarzschilda (nemško Karl-Schwarzschild-Medaille) je znanstvena nagrada, ki jo vsako leto podeljuje Nemško astronomsko društvo (Astronomische Gesellschaft, AG) pomembnim astronomom in astrofizikom. Imenuje se po Karlu Schwarzchildu in velja za eno najvidnejših nemških nagrad na področju astronomije in astrofizike. Podeljujejo jo nemškim in tujim znanstvenikom ne glede na njihovo narodnost.
Nagrajenec predava na letnem srečanju društva, ki je objavljeno v revijah Astronomische Nachrichten, Reviews of Modern Astronomy in društvenem letnem poročilu Mitteilungen der Astronomischen Gesellschaft.

## Prejemniki
| leto | slika | prejemnik                        | država                        | ustanova                                         | slovenski in izvirni naslov predavanja |
| ---- | ----- | -------------------------------- | ----------------------------- | ------------------------------------------------ | --- |
| 1959 |       | Martin Schwarzschild             | - Nemčija - ZDA               |                                                  | - Teorije o notranji zgradbi zvezd - (Die Theorien des inneren Aufbaus der Sterne) |
| 1963 |       | Charles Fehrenbach               | Francija                      |                                                  | - Določanje radialnih hitrosti z objektivno prizmo - (Die Bestimmung der Radialgeschwindigkeiten mit dem Objektivprisma) |
| 1968 |       | Maarten Schmidt                  | - Nizozemska - ZDA            |                                                  | - Kvazistelarni viri - (Quasi-stellar sources) |
| 1969 |       | Bengt Strömgren                  | - Danska - Švedska - ZDA      |                                                  | - Kvantitativna spektralna razvrstitev in njena uporaba pri problemih evolucije zvezd in krajevne Galaksije - (Quantitative Spektralklassifikation und ihre Anwendung auf Probleme der Entwicklung der Sterne und der Milchstraße) |
| 1971 |       | Antony Hewish                    | Združeno kraljestvo           |                                                  | - Tri leta s pulzarji - (Three years with pulsars) |
| 1972 |       | Jan Hendrik Oort                 | Nizozemska                    |                                                  | - O problemu izvora spiralne zgradbe - (On the problem of the origin of spiral structure) |
| 1974 |       | Cornelis de Jager                | Nizozemska                    |                                                  | - Dinamika zvezdnih atmosfer - (Dynamik von Sternatmosphären) |
| 1975 |       | Lyman Strong Spitzer mlajši      | ZDA                           |                                                  | - Raziskava medzvezdne snovi s setelitom Copernicus - (Interstellar matter research with the Copernicus satellite) |
| 1977 |       | Wilhelm Becker                   | Nemčija                       |                                                  | - Galaktična zgradba iz optičnih opazovanj - (Die galaktische Struktur aus optischen Beobachtungen) |
| 1978 |       | George Brooks Field              | ZDA                           |                                                  | - Medgalaktična snov in evolucija galaksij - (Intergalactic matter and the evolution of galaxies) |
| 1980 |       | Ludwig Franz Benedict Biermann   | Nemčija                       |                                                  | - Trideset let raziskovanja kometov - (Dreißig Jahre Kometenforschung) |
| 1981 |       | Bohdan Paczyński                 | Poljska                       |                                                  | - Debeli akrecijski diski okrog črnih lukenj - (Thick accretion disks around black holes) |
| 1982 |       | Jean Delhaye                     | Francija                      |                                                  | - Gibanje zvezd in njihov pomen v galaktični astronomiji - (Die Bewegungen der Sterne und ihre Bedeutung in der galaktischen Astronomie)                                                                                           |
| 1983 |       | Donald Lynden-Bell               | Združeno kraljestvo           |                                                  | - Skrivnostna masa v krajevni skupini galaksij - (Mysterious mass in local group galaxies) |
| 1984 |       | Daniel Magnes Popper             | ZDA                           |                                                  | - Nekaj problemov pri določevanju osnovnih zvezdnih parametrov iz dvojnih zvezd - (Some problems in the determination of fundamental stellar parameters from binary stars)                                                         |
| 1985 |       | Edwin Ernest Salpeter            | - Avstrija - ZDA - Avstralija |                                                  | - Galaktični vodnjaki, planetarne meglice in topli HI - (Galactic fountains, planetary nebulae, and warm HI) |
| 1986 |       | Subrahmanyan Chandrasekhar       | - Indija - ZDA                |                                                  | - Estetska osnova splošne teorije relativnosti - (The aesthetic base of the general theory of relativity) |
| 1987 |       | Lodewijk Woltjer                 | Nizozemska                    |                                                  | - Prihodnost evropske astronomije - (The future of European astronomy) |
| 1989 |       | Martin John Rees                 | Združeno kraljestvo           |                                                  | - Ali obstaja masivna črna luknja v vsaki galaksiji - (Is there a massive black hole in every galaxy) |
| 1990 |       | Eugene Parker                    | ZDA                           |                                                  | - Konvekcija, spontane diskontinuitete ter zvezdni vetrovi in rentgensko sevanje - (Convection, spontaneous discontinuities, and stellar winds and X-ray emission)                                                                 |
| 1992 |       | Fred Hoyle                       | Združeno kraljestvo           |                                                  | - Sinteza lahkih elementov - (The synthesis of the light elements) |
| 1993 |       | Raymond Neil Wilson              | Združeno kraljestvo           |                                                  | - Karl Schwarzschild in teleskopska optika - (Karl Schwarzschild and telescope optics) |
| 1994 |       | Joachim Trümper                  | Nemčija                       |                                                  | - Rentgenski žarki iz nevtronskih zvezd - (X-rays from Neutron Stars) |
| 1995 |       | Hendrik Christoffel van de Hulst | Nizozemska                    |                                                  | - Skalirni zakoni pri večkratnem sipanju svetlobe pod zelo majhnimi koti - (Scaling laws in multiple light scattering under very small angles)                                                                                     |
| 1996 |       | Kip Stephen Thorne               | ZDA                           |                                                  | - Gravitacijsko sevanje – Novo okno v Vesolje - (Gravitational Radiation – A New Window Onto the Universe) |
| 1997 |       | Joseph Hooton Taylor mlajši      | ZDA                           |                                                  | - Dvojni pulzarji in relativistična gravitacija - (Binary Pulsars and Relativistic Gravity) |
| 1998 |       | Peter Albert Strittmatter        | Združeno kraljestvo           |                                                  | - Koraki do LBT – in naprej - (Steps to the LBT – and Beyond) |
| 1999 |       | Jeremiah Paul Ostriker           | ZDA                           |                                                  | - Zgodovinska razmišljanja o vlogi numeričnega modeliranja v astrofiziki - (Historical Reflections on the Role of Numerical Modeling in Astrophysics)                                                                              |
| 2000 |       | Roger Penrose                    | Združeno kraljestvo           |                                                  | - Schwarzschildova singularnost: en namig za razrešitev paradoksa kvantnega merjenja - (The Schwarzschild Singularity: one Clue to Resolving the Quantum Measurement Paradox)                                                      |
| 2001 |       | Keiiči Kodaira                   | Japonska                      |                                                  | - Makro- in mikroskopski pogledi bližnjih galaksij - (Macro- and Microscopic Views of Nearby Galaxies) |
| 2002 |       | Charles Hard Townes              | ZDA                           |                                                  | - Obnašanje zvezd, opazovanih z infrardečo interferometrijo - (The Behavior of Stars Observed by Infrared Interferometry) |
| 2003 |       | Erika Böhm-Vitense               | - Nemčija - ZDA               |                                                  | - Kaj nam zvezde F Hijad povedo o mehanizmih segrevanja v zunanjih zvezdnih atmosferah - (What Hyades F Stars tell us about Heating Mechanisms in the outer Stellar Atmospheres)                                                   |
| 2004 |       | Riccardo Giacconi                | - Italija - ZDA               |                                                  | - Zora rentgenske astronomije - (The Dawn of X-Ray Astronomy) |
| 2005 |       | Gustav Andreas Tammann           | Nemčija                       |                                                  | - Vzponi in padci Hubblove konstante - (The Ups-and-Downs of the Hubble Constant) |
| 2007 |       | Rudolf Kippenhahn                | Nemčija                       |                                                  | - Ko so računalniki osvojili astronomijo - (Als die Computer die Astronomie eroberten) |
| 2008 |       | Rašid Alijevič Sjunjajev         | - Rusija - Nemčija            |                                                  | - Bogastvo in lepota fizike kozmološke rekombinacije - (The Richness and Beauty of the Physics of Cosmological Recombination) |
| 2009 |       | Rolf-Peter Kudritzki             | Nemčija                       | Inštitut za astronomijo Univerze Havajev v Manoi | - Seciranje galaksij z najsvetlejšimi zvezdami v vesolju - (Dissecting galaxies with the brightest stars in the universe) |
| 2010 |       | Michel Mayor                     | Švica                         |                                                  | - Zunajosončni planeti: Pot do Zemljinih dvojčkov - (Exoplanets: The road to Earth twins) |
| 2011 |       | Reinhard Genzel                  | Nemčija                       | Inštitut Maxa Plancka za zunajzemeljsko fiziko   | - Masivna črna luknja in galaksije - (The Massive Black Hole and Galaxies) |
| 2012 |       | Sandra Moore Faber               | ZDA                           |                                                  | - Nastanek galaksije Lambda-CDM: 30-letno poročilo o stanju - (Lambda-CDM Galaxy Formation: A 30-Year Status Report) |
| 2013 |       | Karl-Heinz Rädler                | Nemčija                       | Leibnizev inštitut za astrofiziko Potsdam        | - Dinamo srednjega polja: stari in nekateri nedavni razvoji - (Mean-field dynamos: the old and some recent developments) |
| 2014 |       | Margaret Joan Geller             | ZDA                           | Harvard-Smithsonianovo središče za astrofiziko   | - HectoMAPiranje Vesolja - (HectoMAPping the Universe) |
| 2015 |       | Immo Appenzeller                 | Nemčija                       |                                                  | - Astronomska tehnologija – preteklost in prihodnost - (Astronomical technology – the past and the future) |
| 2016 |       | Robert Eugene Williams           | ZDA                           |                                                  | - Oddaljeno vesolje, ki ga je razkril Vesoljski teleskop Hubble - (The Distant Universe Revealed by Hubble Space Telescope) |
| 2017 |       | Richard Wielebinski              | Avstralija                    |                                                  | - Kozmična magnetna polja - (Cosmic magnetic fields) |
| 2018 |       | Andrzej Udalski                  | Poljska                       | Univerza v Varšavi                               | - Pregled spremenljivosti neba OGLE - (The OGLE Sky Variability Survey) |
| 2019 |       | Ewine van Dishoeck               | Nizozemska                    | Univerza v Leidnu                                | - Molekule od oblakov do diskov in planetov - (Molecules from clouds to disks and planets) |
| 2020 |       | Friedrich-Karl Thielemann        | - Nemčija - Švica             | Univerza v Baslu                                 | - Izvor elementov v Vesolju - (Origin of the Elements in the Universe) |
| 2021 |       | Jocelyn Bell Burnell             | Združeno kraljestvo           | Univerza v Oxfordu                               | - Odpiralna časovna domena astrofizike - (Opening Time Domain Astrophysics) |
| 2022 |       | Hans-Thomas Janka                | Nemčija                       | Inštitut Maxa Plancka za astronomijo             | - Mehanizem kolapsa jedr supernov, eksplozivna nukleosinteza, fizika nevtrinov iz supernov - (Kernkollaps-Supernova-Mechanismus, explosive Nukleosynthese, Supernova-Neutrino-Physik)                                              |
| 2023 |       | Thomas Henning                   | Nemčija                       | Inštitut Maxa Plancka za astronomijo             | - Nastanek zvezd in planetov - (Stern- und Planetenentstehung) |
| 2024 |       | Anton Zensus                     | Nemčija                       | Inštitut Maxa Plancka za radijsko astronomijo    | - Radijska interferometrija z zelo dolgimi baznimi črtami - (Radiointerferometrie mit sehr langen Basislinien) |